# Agustín Allione
Pour les articles homonymes, voir Allione.
Agustín Lionel Allione est un footballeur argentin né le 28 novembre 1994 à Santa Fe. Il évolue au poste d'ailier.

## Carrière
- 2011-2014 :  Vélez Sarsfield
- 2014-2020 :  SE Palmeiras
- 2017-2018 : →  EC Bahia

## Palmarès
- Championnat d'argentine : 2012 (A), 2013 (C)
- Supercoupe d'Argentine : 2013
- Coupe du Brésil : 2015